# Oostkamp

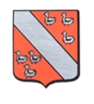
Oostkamps vapen

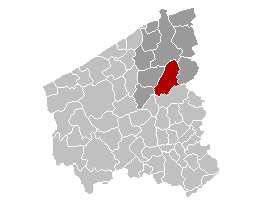
Oostkamps läge inom provinsen Västflandern

Oostkamp är en kommun i provinsen Västflandern i regionen Flandern i Belgien. Oostkamp hade 22 111 invånare per 1 januari 2008.